# أستيميزول
أستيميزول (بالإنجليزية: Astemizole)‏

## الزمرة الدوائية
مضادات الهيستامين.

## الاسم العلمي
1-(4-Fluorobenzyl)-2-{[1-(4-methoxy-phenethyl)-4-piperidyl]amino}benzimidazole.

## الصيغة الكيميائية
C28H31FN4O

## الوزن الجزيئي
458.6

## الاستطباب
المعالجة العرضية لحالات التحسس (التهاب الأنف، التهاب الملتحمة، الشرى).

## مضادات الاستطباب
- القصور الكبدي الشديد.
- الخدج.
- حديثو الولادة.
- الحمل والإرضاع.

## الآثار الجانبية
- زيادة الشهية والوزن.
- لانظميات قلبية بالجرعات العالية، أو لدى مرضى القصور الكبدي أو الاضطرابات الشاردية أو تطاول فترة QT.

## الجرعة
فموياً
- البالغين: 10 ملغ مرة واحدة/يوم.
- الأطفال من 6-12 سنة: 5 ملغ/يوم.

## تحذيرات
- القصور الكبدي.
- تطاول فترة QT.
- اللانظميات البطينية.
- الاضطرابات الشاردية.
- انخفاض بوتاسيوم الدم.
- تجنب تجاوز الجرعات المنصوح بها.
- يُؤخذ الدواء قبل ساعة واحدة على الأقل من تناول الطعام أو بعده بساعتين.
- يجب أن تتخذ المرأة في سن الإنجاب إجراءات مانعاً للحمل خلال المعالجة وبعد عدة أسابيع من انتهائها.

## أقرأ أيضاً
- موسوعة العلوم العربية